# Только Бог простит
«То́лько Бог прости́т» (англ. Only God Forgives) — криминальный артхаусный триллер режиссёра и сценариста Николаса Виндинга Рефна. Главные роли исполняют канадец Райан Гослинг и таиландец Витхая Пансрингам.
«Только Бог простит» стал вторым проектом подряд, над которым вместе работали режиссёр Рефн, актёр Гослинг и композитор Мартинес (в 2011 году Гослинг исполнил главную роль в рефновском «Драйве», а Мартинес написал для него саундтрек). В отличие от «Драйва», картина была преимущественно отрицательно принята мировыми кинокритиками, отмечавшими чрезмерную жестокость и нераскрытость характеров персонажей.
Премьера фильма состоялась в мае 2013 года на 66-м Каннском кинофестивале. В США фильм вышел в прокат 19 июля 2013 года. Премьера в РФ была запланирована на 26 сентября 2013 года, но в кинопрокате фильм так и не появился.

## Сюжет
Джулиан Томпсон (Райан Гослинг) — американец, живущий в Бангкоке, где он содержит клуб тайского бокса и занимается контрабандой наркотиков. Он покинул родину после совершённого им жестокого убийства собственного отца. Однажды брат Джулиана Билли (Том Бёрк) убивает 16-летнюю проститутку, за что его очень быстро лишает жизни её отец. За убийством Билли стоит лейтенант тайской полиции Чанг (Витхая Пансрингам), известный в городе под прозвищем «Ангел мести». После устранения юноши Чанг своим мечом отрубает руку отцу проститутки за то, что тот знал о работе дочери и всячески покрывал её.

Кристал и лейтенант Чанг

В это же время в Бангкок прибывает мать братьев Томпсон — Кристал (Кристин Скотт Томас). Она хочет забрать тело своего убитого первенца и вынуждает младшего сына отомстить за брата любой ценой. Джулиан допрашивает выжившего отца проститутки, выяснив у него, кто заказал убийство Билли. Он оставляет его в живых, посчитав, что тот уже заплатил свою цену за это преступление, лишившись руки, но Кристал даёт указание своим людям устранить его. Она же организует провалившееся покушение на Чанга.
Джулиан находит Чанга и вызывает его на бой в своём боксёрском клубе. Чанг, прожжённый боец, легко и жестоко избивает Джулиана. Вслед за этим Кристал, опасаясь, что Чанг убьет её за организацию покушения, приказывает сыну убрать его и всех, кто с ним близко связан.
Джулиан с помощником пробираются в дом к Чангу, запланировав устроить засаду, когда он вернется. Чанг тем временем навещает Кристал и перерезает ей горло в гостиничном номере. В квартиру Чанга возвращается его маленькая дочь и её няня. Помощник Джулиана убивает няню и направляется к дочери, но Джулиан не даёт ему сделать это, разрядив в него практически весь барабан револьвера.
Джулиан возвращается в отель и находит труп матери. После нескольких сюрреалистических видений Джулиан оказывается в лесу вместе с Чангом. Зрителю не ясно, реальная это сцена или очередное видение Джулиана, но лейтенант отрезает ему обе руки. В финальной сцене картины Чанг исполняет тайскую песню на сцене любимого бара.

## В ролях
| Актёр                 | Роль                 |
| --------------------- | -------------------- |
| Райан Гослинг         | Джулиан Томпсон      |
| Витхая Пансрингам     | лейтенант Чанг (Бог) |
| Кристин Скотт Томас   | Кристал Томпсон      |
| Ейяинг Рхатха Пхонгам | Май                  |
| Том Бёрк              | Билли Томпсон        |

| Актёр               | Роль            |
| ------------------- | --------------- |
| Сахайак Бунсанакит  | полковник Ким   |
| Гордон Браун        | Гордон          |
| Джо Каммингс        | посетитель бара |
| Оак Кирати          | Портер          |
| Питчават Петчайахон | Пхайбан         |

## Создание
Съёмки фильма проходили в Бангкоке (Таиланд). Николас Рефн планировал снять картину после завершения работы над «Валгалла: Сага о викинге», но по просьбе Райана Гослинга изменил своё решение, отложив проект на неопределенный срок. Гослинг, ознакомившись со сценарием, открыто назвал его «самой странной вещью», которую он когда-либо читал. «Только Бог простит», как и «Драйв», Рефн снимал в хронологическом порядке; сцены зачастую монтировались в тот же день, что и снимались.
Рефн признавался, что в самом начале он хотел создать фильм о человеке, который безуспешно пытается побороть Бога. Воплощение этой идеи в жизнь только усилилось, когда режиссёр проходил сквозь «крайне экзистенциальные моменты» своей жизни — ожидание второго ребёнка и тяжелую беременность супруги. С такими набросками в голове Рефн добавил персонажа, верящего в то, что он — Бог (антагониста) и гангстера, находящегося в поисках религии, в которую он сможет поверить (протагониста).
  
Николас Виндинг Рефн и Кристин Скотт Томас
 на каннской премьере фильма, май 2013 года
На стадии съёмок постановщик находил множественные параллели между лейтенантом Чангом, Одноглазым («Валгалла: Сага о викинге») и Водителем («Драйв») — «корни этих персонажей уходят в сказочные мифологии, все они имеют проблемы, живя в современном мире».
Роль, исполненную Гослингом, вначале должен был сыграть Люк Эванс, однако он выбыл из состава съёмочной группы незадолго до начала съёмок ради участия в фэнтези Питера Джексона «Хоббит: Пустошь Смауга». Рефн так описывает повторное сотрудничество с артистом:
|  | … Продолжение нашей совместной работы я сейчас расцениваю как блаженство. Странно, что я написал сценарий [этой картины] до того, как создал «Драйв», и Джулиан был задуман как крайне молчаливый персонаж. Когда после «Драйва» мы с Райаном стали прорабатывать сценарий, этот язык молчания пришёл сам собой и оказался весьма кстати, поскольку Джулиан — до предела измученный герой, он никогда не идёт навстречу другим, предпочитая замыкаться в себе. |

Витхаю Пансрингама, сыгравшего лейтенанта Чанга, Рефн встретил за полтора года до старта съёмочного процесса и уже тогда знал, что он перевоплотится в этот образ. Во время съёмок актёру нетрудно было вжиться в роль, так как Рефн периодически подходил к нему и шептал на ухо: «Ты — Бог». С Кристин Скотт Томас режиссёр познакомился в Париже, где ему пришла мысль сделать её femme fatale «комбинацией леди Макбет и Донателлы Версаче». Актрису откровенно пугал её персонаж, но для сущей убедительности она старалась сделать так, чтобы в жизнь воплотились её кошмары, и это все зазвучало в речи Кристал.
Сцена в ресторане между Джулианом, Кристал и Май была наиболее этически трудной для Скотт Томас, актриса не могла сказать столько жестоких фраз в адрес коллег по площадке. Оскорбительная речь её героини о размерах половых органов её сыновей была выдумана Рефном и Гослингом в ходе размышлений на тему того, чем мать может больше всего унизить своего ребёнка. По утверждению Рефна, большинство оскорблений придумал именно Гослинг.
В качестве основного источника вдохновения для этого фильма Рефн называет работы андеграундного режиссёра Ричарда Керна в особенности его короткометражку «Злой оператор» (1990). Ричард Корлисс, представляющий журнал Time, заметил в «Только Бог простит» явное влияние работ Дэвида Линча (видения Джулиана в ночном клубе взяты напрямую из «Твин Пикса»), Серджо Леоне (появление трёх киллеров и последующее покушение на лейтенанта Чанга повторяют легендарную тройную дуэль из «Хорошего, плохого, злого») и Гаспара Ноэ (аллюзии к насилию в «Необратимости» и «иностранно-азиатская безвкусица» из «Входа в пустоту»). Название картины, по его мнению, отсылает к итальянскому спагетти-вестерну 1967 года «Бог простит… Я — нет!».

## Саундтрек
Музыкальное сопровождение стало, по мнению критиков, одним из немногих достоинств картины. Клифф Мартинес, обсуждая его в Канне, признался, что фундаментом для его мелодий стал «типичный саундтрек к научно-популярному кино и фильмам ужасов»:
Я раньше не думал, что музыка может заменить диалоги, но я попытался это сделать. Главное влияние в фильме оказывает поп-музыка и произведения Вагнера. Николас специально попросил меня, чтобы оригинальная музыка сильно отличалась от музыки к фильму «Драйв».
| №   | Название                                                           | Длительность |
| --- | ------------------------------------------------------------------ | ------------ |
| 1.  | «Only God Forgives» (Клифф Мартинес, Грегори Трипи)                | 0:46         |
| 2.  | «Ask Him Why He Killed My Brother» (Клифф Мартинес, Грегори Трипи) | 2:11         |
| 3.  | «Chang and Sword» (Клифф Мартинес)                                 | 2:23         |
| 4.  | «Chang Vision» (Клифф Мартинес, Грегори Трипи)                     | 3:46         |
| 5.  | «Do As Thou Will» (Клифф Мартинес)                                 | 2:14         |
| 6.  | «Can't Forget» (Самненг Сонгмунг)                                  | 3:30         |
| 7.  | «Crystal Checking In» (Клифф Мартинес, Грегори Трипи)              | 1:57         |
| 8.  | «More Hands» (Клифф Мартинес)                                      | 2:45         |
| 9.  | «Sister, Pt. 1» (Энтони Гонсалес)                                  | 3:09         |
| 10. | «Take It Off» (Клифф Мартинес, Мак Куэйл)                          | 2:41         |
| 11. | «Leave My Son In Peace» (Клифф Мартинес, Мак Куэйл, Грегори Трипи) | 4:50         |
| 12. | «Falling In Love» (Канокван Кунг-ной)                              | 3:29         |
| 13. | «Crystal and the Bodybuilders» (Клифф Мартинес)                    | 4:05         |
| 14. | «Ladies Close Your Eyes» (Клифф Мартинес, Грегори Трипи)           | 8:01         |
| 15. | «Bride of Chang» (Клифф Мартинес, Мак Куэйл)                       | 3:04         |
| 16. | «Wanna Fight» (Клифф Мартинес)                                     | 4:50         |
| 17. | «You're My Dream» (Сураси Кижкасемсин, Джеттамон Малайота)         | 3:34         |

## Критика
Включённый в основной конкурс Каннского кинофестиваля 2013 года фильм «Только Бог простит» позиционировался отборщиками как «самое радикальное зрелище» смотра. Однако, даже соглашаясь с заявленным эпитетом о радикализме и признавая за новой постановкой Рефна ряд достоинств, в целом каннская пресса не приняла картину, и после показа она была освистана.
Рецензент газеты «Коммерсантъ» Андрей Плахов в обзоре лидеров и аутсайдеров Каннского киносмотра причислил работу Рефна к последним, назвав «самым мёртвым фильмом» фестиваля, и отметил, что картина датчанина решена в стилистике «репортажа с дизайнерской выставки», а сюжетно она делает тщетную попытку встать в один ряд с классическими трагедиями. Результат произвёл на критика жалкое впечатление, по его мнению, «кураторы вылепили из Рефна эталонного каннского режиссёра, но его новое творение не смогло произвести не только фурор, а даже скандал». Солидарен с Плаховым редактор журнала Sight & Sound Ник Джеймс, охарактеризовавший фильм «Только Бог простит» как «главное разочарование» каннского конкурса, а сам показ — как «катастрофу». Лента, на его взгляд, получилась «выпендрёжной», стилизация под «подсвеченные неоном живые картины» — «умертвляющей», а комиксовая структура с заимствованиями из «Гамлета» — «банальной». В свою очередь штатный кинокритик «Российской газеты» Валерий Кичин сдержанно похвалил уточнённые мизансцены оператора Ларри Смита, в которых увидел «натюрморты с временно живыми, но уже малоподвижными людьми», но осудил зацикленность Рефна на личных обсессиях — «жестоких эмоциях, образах насилия», сравнив действия режиссёра с «актом самоудовлетворения». Фильм в целом Кичин назвал «шоковым, но унылым», отметив, что журналисты во время каннского пресс-показа покидали зал, а финальные титры картины были встречены «шквалом свиста».
В опросе коллег, который по итогам Каннского фестиваля провёл обозреватель журнала «Сноб» Вадим Рутковский, сразу три респондента — Евгений Гусятинский, Алексей Медведев, Стас Тыркин — расценили фильм «Только Бог простит» как худшего участника конкурса. Категоричнее и лапидарнее всех высказался Медведев: «Самое ужасное — это „Бог простит“ Николаса Виндинга Рефна. Не хочу даже слов тратить на эту дрянь».
Более позитивно к работе Рефна отнёсся обозреватель еженедельника The Observer Эндрю Энтони. Рассуждая об эксцентричности ленты «Только Бог простит», он сравнил её с гипотетическим «оммажем Квентина Тарантино восточным слэшерам, который снят в запутанной и тревожащей манере Линча». Отчасти соглашается с Энтони и критик «Новой газеты» Лариса Малюкова, разглядевшая в созданном Рефном «странном сплаве кровавого кошмара и иронии, хоррора и арта» отголоски лент Линча, Балабанова, Карвая, Тоуба Хупера, а «также работ чилийского эзотерика, киносюрреалиста Алехандро Ходоровского, которому и посвящено это чёрно-красное кино».
Фильм Рефна очень похож на караоке: сопровождение чужое, но смутно знакомое, мелодию выводит он сам, а глубина смысла увиденного и услышанного зависит от воли каждого конкретного зрителя.
Тема кинематографических ассоциаций заняла важное место и в отзыве таиландского критика Конга Ритди, опубликованном на страницах канадского киноведческого журнала Cinema Scope. Он обнаружил в фильме «Только Бог простит» целый набор штампов, к которым прибегают западные постановщики при изображении его родины («слон, восточный мистицизм, тайский бокс, монахоподобный персонаж, проституция, безвкусные бары» и т. д.), и сравнил картину Рефна с «идиотской» комедией Тодда Филлипса «Мальчишник 2: Из Вегаса в Бангкок» (The Hangover Part II, 2011). Причём симпатии Ритди на стороне последней, поскольку «несмотря на все ужасы, которые обрушиваются» на героев «Мальчишника», «фильм остаётся туристической брошюрой и манит красотами морального разложения», после просмотра же «Только Бог простит» «неискушённые иностранцы» предпочтут Бангкоку Пхеньян. Участие в обеих упомянутых постановках актёра Витхаи Пансрингама натолкнуло на мысль о сходстве двух фильмов и критика «Московского комсомольца» Никиту Карцева: «Отчаянно заигрывая с эстетикой Дэвида Линча и какого-нибудь китайского боевика категории III, „Только бог простит“ больше всего напоминает глянцевый ремейк „Мальчишника-2“».
По мнению журналистов, из всего актёрского ансамбля наиболее сильно показала себя «неузнаваемая» и «переродившаяся» в образе роковой моложавой блондинки Кристин Скотт Томас. Энн Хорнэдэй из The Washington Post вспоминает:
|  | Когда „Только Бог простит“ был презентован в Канне в мае, о перевоплощении Скотт Томас на набережной Круазет все только и говорили, «однако те, кто наблюдал её в восхитительной сквернословящей роли в „Ловле лосося в Йемене“, уже видели это ранее (правда, не в столь смертельно концентрированной форме). |

Из создателей фильма, работавших за кадром, многие критики, причём как сторонники, так и противники картины Рефна, выделили композитора Клиффа Мартинеса. Созданный им саундтрек, «в котором солирует перкуссия», а «в драматические моменты включается электроорган», удостоился в фестивальной прессе эпитетов «отличный» и «роскошный». Похвалу заслужила и операторская работа Ларри Смита, ранее работавшего над несколькими проектами Стэнли Кубрика: «Барри Линдон», «Сияние» (в качестве светооператора) и «С широко закрытыми глазами». Редакция интернет-журнала Filmpro посчитала, что именно «драматургия, режиссура, операторская работа делают этот фильм», поставленный в красно-чёрных тонах. Говоря о светотени и цветах, выбранных Смитом, Ричард Корлисс писал, что картина могла называться просто «Красное и чёрное». Дэвид Руни (The Hollywood Reporter) отметил «тревожащие кадры отеля и коридоров секс-клуба», напоминающие зрителю именно о «Сиянии».
Последователь почившего Роджера Эберта Ричард Рёпер завершил свою рецензию в газете Chicago Sun-Times словами «Это один из самых шокирующих и лучших фильмов года». Одобрив актёрские работы («Звезда „Драйва“ Райан Гослинг … становится здесь в позу Брандо») и визуальную стилизацию, обозреватель назвал «Только Бог простит» «идеальным кровавым молочным коктейлем с ингредиентами, взятыми от, помимо других отсылок, „Убить Билла“, фильмов New French Extremism и „Твин Пикса“».
При подведении киноитогов лета 2013 года интернет-издание Indiewire отметило, что «к счастью или несчастью, в ближайшие десять лет мы будем больше обсуждать сеющего распри и приводящего в бешенство „Только Бог простит“ Николаса Виндинга Рефна, нежели „Штурм Белого дома“ и „Два ствола“, даже учитывая то, что эти обсуждения будут касаться того, насколько некоторые из нас ненавидят его».
Рейтинг картины на интернет-агрегаторе Rotten Tomatoes, основанный на 163 рецензиях критиков, составляет 41 %, при этом среди наиболее авторитетных критиков процент положительных оценок достигает всего 13 пунктов. На сайте Metacritic по результатам анализа 39 критических отзывов фильм набрал 37 баллов из 100 возможных.
В 2015 году фильм был включен в список 50 лучших фильмов десятилетия по версии The Guardian.

## Награды и номинации
- 2013 — участие в основной конкурсной программе 66-го Каннского кинофестиваля[38].
- 2013 — приз Сиднейского кинофестиваля за лучший фильм[39].
- 2013 — приз за лучшую операторскую работу (Ларри Смит) на Каталонском кинофестивале.
- 2014 — 3 премии «Робер[англ.]»: лучшая музыка (Клифф Мартинес), лучшая операторская работа (Ларри Смит), лучший звук[40], и ещё 3 номинации: лучшая режиссёрская работа (Николас Виндинг Рефн), лучшая актриса (Кристин Скотт Томас), лучшая работа художника-постановщика (Бетт Микл)[41].
- 2014 — номинация на премию «Бодил» за лучшую женскую роль второго плана (Кристин Скотт Томас).